# All I Really Want
«All I Really Want» — третий сингл Аланис Мориссетт с альбома 1995 года Jagged Little Pill в США и шестой (и последний) в мире. Песня была одной из первых, написанных для альбома, и раньше называлась «The Bottom Line».
Сингл попал на 14-ю строчку чарта Billboard Modern Rock Tracks, 40-ю в Австралии и 59-ю в Великобритании в декабре 1996 года.

## Видеоклип
Официального видеоклипа не было, однако существует промоклип с кадрами из «You Oughta Know» и «Hand in My Pocket».

## Список композиций
1. «All I Really Want» — 4:42
2. «Ironic» (Live from Sydney) — 4:34
3. «Hand in My Pocket» (Live from Brisbane) — 4:34

## Позиции в чартах
| Чарт (1995)                           | Наивысшая позиция |
| ------------------------------------- | ----------------- |
| U.S. Billboard Hot 100 Airplay        | 65                |
| U.S. Billboard Hot Modern Rock Tracks | 14                |
| Чарт (1996)                           | Наивысшая позиция |
| Canadian Singles Chart                | 2                 |
| UK Singles Chart                      | 59                |
| Australian Singles Chart              | 40                |